# Naves, Allier
Naves là một xã ở tỉnh Allier thuộc miền trung nước Pháp.